# Novial
Novial är ett konstruerat internationellt hjälpspråk. Det skapades av den danske lingvisten Otto Jespersen, och presenterades första gången 1928 i boken An international Language.
Novial är i hög grad regelbundet och har en enkel typ av grammatik. Det är inte uteslutande baserat på romanska språk, men som många andra föreslagna internationella hjälpspråk, inte minst från samma era, så har det ett ordförråd i hög grad likt det allmänna romanska. Språket har också germanska inslag, inklusive fastlands-skandinaviska.
Språket rönte viss uppmärksamhet åtminstone under 1930-talet, och hör till de internationella hjälpspråk som har varit ämne för en egen tidning. På så sätt tycks det ha varit klart mer framgångsrikt än svensk-konstruerade mondial, men mindre använt än de vid tiden tre stora esperanto, occidental och ido. Under åtminstone 1990- och 2000-talen återupptäcktes, diskuterades och användes språket av entusiaster på internet, och under denna period startades Wikipedia på Novial, som idag (2020) är ganska inaktiv.
Språket har omnämnts som ett elegant hjälpspråk av språkskaparen Jörg Rhiemeier, och som en inspiration av skaparen av det internationella hjälpspråket Proyo.

## Översikt
Novial skapades 1928 av danske lingvisten Otto Jespersen.
Språket är ett internationellt hjälpspråk. Jespersen ansåg att det behövdes ett till internationellt hjälpspråk på grund av esperantos problem, och försökte genom novial lösa dessa problem. I boken An International Language från 1928 publicerade han de grundläggande detaljerna i Novial, och 1930 utkom en novialsk ordbok som heter Novial Lexike. Under 1930-talet utvecklades språket mer, för att efter Jesperens död 1943 successivt minska i popularitet. Under 1990-talet ökade återigen intresset för språket.
Språket skulle vara lättlärt och var baserat på germanska och romanska språk. Grammatiken var huvudsakligen engelsk. Novial '98 är ett projekt för att återuppliva språket.
Namnet novial kommer från Nov som betyder ny på novial, tillsammans med de första bokstäverna i International Auxiliary Language, engelska för internationellt hjälpspråk. Tidningen Mondo, för språket ido, döptes om till Novialiste 1934 och var en lingvistisk tidning om språket.

## Grammatik
Novials alfabet består av följande bokstäver respektive bokstavskombinationer:
a b ch d e f g h i j k l m n o p qu r s sh t u v x y
Språket uttalas mestadels med samma ljud som bokstäverna och kombinationerna associeras med på svenska. o uttalas dock som å i båt, och u som oo i engelska book, och y används som i engelska för j-ljudet. Vissa bokstäver och kombinationer har också tillåtna uttalsvariationer. ch och sh kan båda uttalas antingen /tʃ/ som i engelska chip eller /ʃ/ som i engelska ship. j kan uttlas antingen /ʒ/ eller /dʒ/, qu antingen /kw/ eller /kv/, s antingen /s/ eller /z/, och x antingen /ks/ eller /gz/.
Varje bokstav och kombination har alltså generellt ett uttal, utom vissa där variationer tillåts för att göra språket enklare oavsett modersmål, då vissa språk saknar vissa ljud eller ljudkombinationer.
I likhet med ganska många andra internationella hjälpspråk, så är novials grammatik regelbunden, med få undantag. Novial skulle kunna sägas vara väl genomarbetat när det gäller språkets struktur.
Den huvudsakliga ordföljden i novial är subjekt-verb-objekt (SVO), som är en av de vanligaste bland naturliga språk, och också vanlig i konstruerade internationella hjälpspråk. Substantiv kan i grundformen (nominativ singular) sluta på e, a, o, u och um – enligt Don Blaheta finns ett fåtal undantag, som harem.
Om substantivet syftar på något levande, så är e-formen könsneutral, a-formen kvinnlig, och o-formen manlig. Är substantivet skapat från ett adjektiv, så gäller därutöver att u-formen syftar på ett konkret föremål, medan um-formen syftar på en abstraktion. Pronomenen, inklusive demonstrativa, följer samma mönster.
Den grundläggande adjektivändelsen är i, och den grundläggande adverb-ändelsen är im, medan verb kan sluta på a, e, i och u (undantag är es och mus – att vara, respektive att vara tvungen).

### Substantiv

#### Pronomen
De personliga pronomenen är i novial desamma i både subjekts- och objektsform. Me betyder alltså både jag och mig, vu både du och dig, och så vidare. De personliga pronomenen i novial är:
| person    | singular            | plural             |
| --------- | ------------------- | ------------------ |
| 1 jag, vi | me                  | nus                |
| 2 du, ni  | vu                  | vus                |
| 3         | le (la, lo) lu, lum | les (las, los) lus |
Tredjepersonspronomenen le, la och lo betyder hen, hon respektive han. Lu används om föremål, medan lum används om abstraktioner, som språk, idéer och händelser. Lu och lum motsvarar alltså båda, med två olika betydelser, svenskans den/det. Jespersen illustrerar med följande exempel:
- Yer furtere prendad men horlojete. Disdi nus deskovrad lum.

Igår tog en tjuv mitt fickur. Idag upptäckte vi det (stölden/att klockan var stulen).
Eftersom lum syftar på abstrakta fenomen, så kan meningen i novial inte syfta på varken klockan eller tjuven, utan måste alltså syfta på stölden. De relativt många tredjepersonspronomenen i novial möjliggör på det sättet en syftning som är mer precis än i många språk. Om man ersätter lum i exemplets andra mening med lu, så syftar den istället på klockan, och med le på tjuven.
Se betyder sig, som i lo lavar se – han tvättar sig. On motsvarar det generaliserande pronomenet "man", som i on usad kavales – man använde hästar.
I den första boken från 1928 finns inte pronomenet lu ännu. Lum används allmänt för den/det, med pluralformen lus eller bara les från le. I Novial Lekike från 1930 används dock lu för konkreta objekt, tillsammans med lum för abstrakta – som i beskrivningen ovan. I Blahetas sammanställning framgår inte uttryckligen vad pluralformen av lum är i Novial Lexike.

#### Personer eller levande varelser
Substantiv som refererar till personer eller levande varelser har ett eget system i novial. Om ordet i grundform slutar på e så är ordet könsneutralt, slutar det på a syftar det på en person eller varelse av kvinnligt kön, och om det slutar på o en av manligt kön.
Alltså betyder medike läkare, mediko manlig läkare, och mediko kvinnlig läkare, medan aktora betyder skådespelerska, aktoro manlig skådespelare, och aktore skådespelare oavsett kön.
Vidare exempel:
- mutone, mutono, mutona

får, bagge, tacka
- kate, kata, kato

katt, honkatt, hankatt
- home, homo, homa

människa, man, kvinna
Kvinna och man har emellertid också de egna orden fema respektive viro.

#### Verktyg
Substantiv som beskriver verktyg eller ett instrument följer ett annat mönster i novial. Grundordet slutar då på e, verbet som beskriver användandet av föremålet a, och substantivet som beskriver handlandet på o. Exempel:
- brose – brosa – broso

borste – borsta – borstande
- bisikle – bisikla – bisiklo

cykel – cykla – cyklande/cykeltur
- spise – spisa – spiso

krydda – krydda (verb) – kryddande
Flera andra sätt att bygga substantiv förekommer i novial, de ovanstående är exempel på två vanliga mönster.

### Verb
Verb böjs i novial helt regelbundet, som i många andra (men inte alla) internationella hjälpspråk. Till skillnad från många europeiska språk, dock inte svenska, så böjs inte verb i novial efter person.
Verben böjs i novial både med hjälpverb och ändelser. Nutid är omarkerat, dåtid markeras med -d eller did, och framtid med sal (presens, preteritum och futurum, med andra ord).
- le vida li kate – hen ser katten
- li kavale pensa – hästen tänker

- li kavale did pensa – hästen tänkte
- la did dikte ke li kavale did vida li kate – hon sa att hästen såg katten

- li kavale pensad – hästen tänkte
- la dikted ke li kavale vidad li kate – hon sa att hästen såg katten

En förfluten handling eller händelse som fortfarande är aktuell (perfekt) uttrycks med ha, som i sin tur kan böjas ytterligare:
- me ha arosa la plante – jag har vattnat växten
- li kate ha vida la viro – katten har sett mannen

Denna tidsform innebär i de olika exemplen att blomman troligen inte behöver vattnas igen just nu, respektive att katten fortfarande är medveten om att ha sett mannen, och kan tänkas reagera på det. Detta kan till exempel uttryckas också i förfluten tid:
- me had arosa la plante – jag hade vattnat växten
- li kate had vida la viro – katten hade sett mannen

eller i framtid:
- me sal ha arosa la plante – jag kommer att ha vattnat växten
- li kate sal ha vida la viro – katten kommer att ha sett mannen

Infinitiv och imperativ är som presens omarkerade, men infinitivet kan markeras med tu (från engelska to och tyska zu) där det behövs för tydlighet:
- vida, (tu) vida – ser, (att) se, se
- dikte – säga, säger, säg
- pensa – tänka, tänker, tänk

- tu pensa es bon – att tänka är bra
- dikte! – säg!

## Exempel
Ur An international language:
Un objetione kel bli ofte fa konter konstruktet lingues es ke les pove nulitem es tam boni kam li natur-lingues. Es ver ke novial non es tam richi kam anglum, non tam eleganti kam fransum, non tam vigorosi kam germanum, non tam beli kam italianum, non tam nuansoni kam rusum, non tam hemali kam nusen patriali lingue. Ma merka bonim, ke omni ti boni qualesos, kel on prisa e lauda in li nationali lingues, bli nur trova kand indijenes parla o skripte les.
En vanlig invändning [en invändning som ofta görs] mot konstruerade språk är att de aldrig kan vara lika bra som naturliga språk. Det är sant att novial inte är så rikt som engelska, inte så elegant som franska, inte så kraftfullt som tyska, inte så vackert som italienska, inte så nyansrikt som ryska. Men märk väl att alla de goda kvaliteter, som man prisar och berömmer i nationalspråken, endast återfinns när modersmålstalare talar eller skriver dem.

### Herrens bön
Nedan visas Herrens bön på novial, då kallat Nusen Patro, till vänster och på svenska till höger.
| Nusen Patro kel es in siele, mey vun nome bli sanktifika, mey vun regno veni, mey vun volio eventa sur tere kom in siele. Dona a nus disidi li omnidiali pane, e pardona a nus nusen ofensos kom anke nus pardona a nusen ofensantes, e non dukte nus en li tento ma fika nus liberi fro li malum. | Fader Vår, som är i himmelen. Helgat varde ditt namn. Tillkomme ditt rike. Ske din vilja, såsom i himmelen så ock på jorden. Vårt dagliga bröd giv oss idag, och förlåt oss våra skulder, såsom ock vi förlåta dem oss skyldiga äro, och inled oss icke i frestelse utan fräls oss ifrån ondo. |  |